# Pénitencier fédéral de Beaumont
United States Penitentiary, Beaumont
Le pénitencier fédéral de Beaumont (en anglais : United States Penitentiary, Beaumont ou USP Beaumont) est une prison fédérale américaine de haute sécurité à Beaumont au Texas.
Elle est située dans le sud-est de l'État, pas très loin de la frontière avec la Louisiane et de la côte du golfe du Mexique, à environ 160 km à l'est de Houston. À proximité se trouve un camp-prison, de moindre sécurité.
Elle a été construite en 1998, et environ 1 460 prisonniers y sont détenus. Le pénitencier de Beaumont fait partie des 28 prisons considérées comme les plus dangereuses aux États-Unis.

## Prisonniers notables
- Adley Abdulwahab y purge une peine de 60 ans pour une fraude de 100 millions de dollars ayant fait 800 victimes[3].
- Mark Issac Snarr et Edgar Balthazar Garcia ont été condamnés à mort en 2010 pour le meurtre d'un co-détenu[4]
- Oscar Ramiro Ortega-Hernandez y purge une peine de 25 ans pour une attaque de la maison-Blanche avec un AK-47 en novembre 2011[5].
- L'homme d'affaires Oscar Wyatt (en) y a passé un an, pour son implication dans l'affaire du programme Pétrole contre nourriture[6].

## Sources
- (en) Cet article est partiellement ou en totalité issu de l’article de Wikipédia en anglais intitulé « United States Penitentiary, Beaumont » (voir la liste des auteurs).